# Glomera amboinensis
Glomera amboinensis är en orkidéart som först beskrevs av Henry Nicholas Ridley, och fick sitt nu gällande namn av Johannes Jacobus Smith. Glomera amboinensis ingår i släktet Glomera och familjen orkidéer. Inga underarter finns listade i Catalogue of Life.